# Hammer Horror
‘Hammer Horror’는 잉글랜드의 싱어송라이터 케이트 부시의 노래로 1978년 EMI 레코드를 통하여 발매한 두 번째 정규 음반 “Lionheart”에 수록되어 있다. 또한 부시의 네 번째 싱글로 1978년 10월 27일 발매되었다. 부시의 첫 두 싱글이 모두 영국 싱글 차트에서 10위 안에 들어간 데에 비해 ‘Hammer Horror’는 44위를 기록하는 저조한 성적을 보여주었다. 하지만 몇 주 후에 발매된 음반은 영국 음반 차트 톱 10위 안에 들어갔으며, 그리고 다음 싱글 ‘Wow’가 20위 권 이내로 들어가고, 아일랜드 등의 곡에서 10위를 기록하였기 때문에 완전한 실패로는 보지 않는다. 호주에서는 부시가 멜버른 호텔의 객실에서 노래의 춤을 고안하였으며, 텔레비전 쇼 카운트다운에서 공연하였다.
제목이 가리키는 것은 공포 영화를 전문으로 제작하는 회사인 해머 필름을 의미한다. 하지만 부시는 해머가 제작한 영화가 아닌 제임스 캐그니 주연의 전기 영화 “천의 얼굴을 가진 사나이”를 보고 영감을 받아 만들었다. 1979년 부시는 "이 노래는 제임스 캐그니가 꼽추인 론 채니 역할을 하는 것을 보고 영향을 받았다"고 말하며 "그는 까도 까도 새로운 것이 나오는 배우의 배우의 배우였고, 그것이 내가 만들고자 하려 했던 것이다"라고 언급하였다. 노래의 이야기는 원작 배우가 영화 세트장에서 사고로 사망한 후 노트르담의 꼽추의 주인공이 되는 배우에 관한 것이다. 죄책감에 시달리는 화자는 결국 질투심이 많은 원래 배우의 유령에 사로잡히게 된다. 홍보 동영상은 부시와 검은 마스크의 댄서서가 검은 배경에서 공연하는 모습으로 만들어졌다.
B사이드에는 같은 음반의 수록곡 ‘Coffee Homeground’가 수록됐다.

## 반응
사운즈의 앨런 루이스는 노래에 대한 직접적 평가 대신 부시에 관한 자신의 견해를 썼다. 루이스는 부시의 시도가 신선하고 이목을 집중시킬만큼 구분되지만 그것이 전부라고 언급하였으나, 그럼에도 부시가 평론가들로부터 받는 질타를 받지 않을 자격이 있으며, 라디오에서의 노출이 적어도 디스코로부터 잠시 동안의 안정감을 제공해준다고 언급했다.

## 트랙
모든 곡은 부시가 작곡하였다
7" 바이닐
1. "Hammer Horror" – 4:38
2. "Coffee Homeground" – 3:39

7" vinyl (일본)
1. "Hammer Horror" – 4:15
2. "Coffee Homeground" – 3:39

## 참여진
음악가
- 스튜어트 엘리엇 – 드럼, 타악기
- 델 팔머 – 베이스
- 데이비드 패튼 – 베이스
- 케이트 부시 – 보컬, 하모니 보컬, 피아노
- 이언 베언슨 – 일렉트릭 기타, 어쿠스틱 기타
- 던컨 맥케이 – 신시사이저
- 앤드류 파월 – 하모니움

프로듀싱
- 앤드류 파월 – 프로듀서
- 케이트 부시 – 보조 프로듀서
- 패트릭 조너드 – 보조 엔지니어
- 데이비드 캐츠 – 오케스트라 지휘
- 존 켈리 – 레코딩 엔지니어
- 나이절 월커 – 보조 엔지니어, 믹싱, 믹싱 보조

## 차트
| 차트(1978–79)                     | 최고 순위 |
| --------------------------------- | --------- |
| 오스트레일리아 (켄트 뮤직 리포트) | 17        |
| 네덜란드 싱글 톱 100              | 25        |
| 아이리시 싱글 차트                | 10        |
| 뉴질랜드 싱글 차트                | 21        |
| 스페인 (푸로무시카에)             | 35        |
| 영국 싱글 차트                    | 44        |